# 马尔德海姆
马尔德海姆（荷蘭語：Maldegem，荷蘭語發音：[ˈmɑldəɣɛm]）是比利时弗拉芒大區东佛兰德省埃克洛區的一个市镇，西临西佛兰德省，北与荷兰接壤，通行荷蘭語，是弗拉芒社群的一部分，面积94.64平方千米，人口23,689人（2018年1月1日）。

## 友好城市
- 義大利 阿德里亚
- 波蘭 希维德尼察
- 法國 埃尔蒙
- 荷蘭 維爾登
- 德国 兰佩特海姆